# Adolf Müller-Cassel

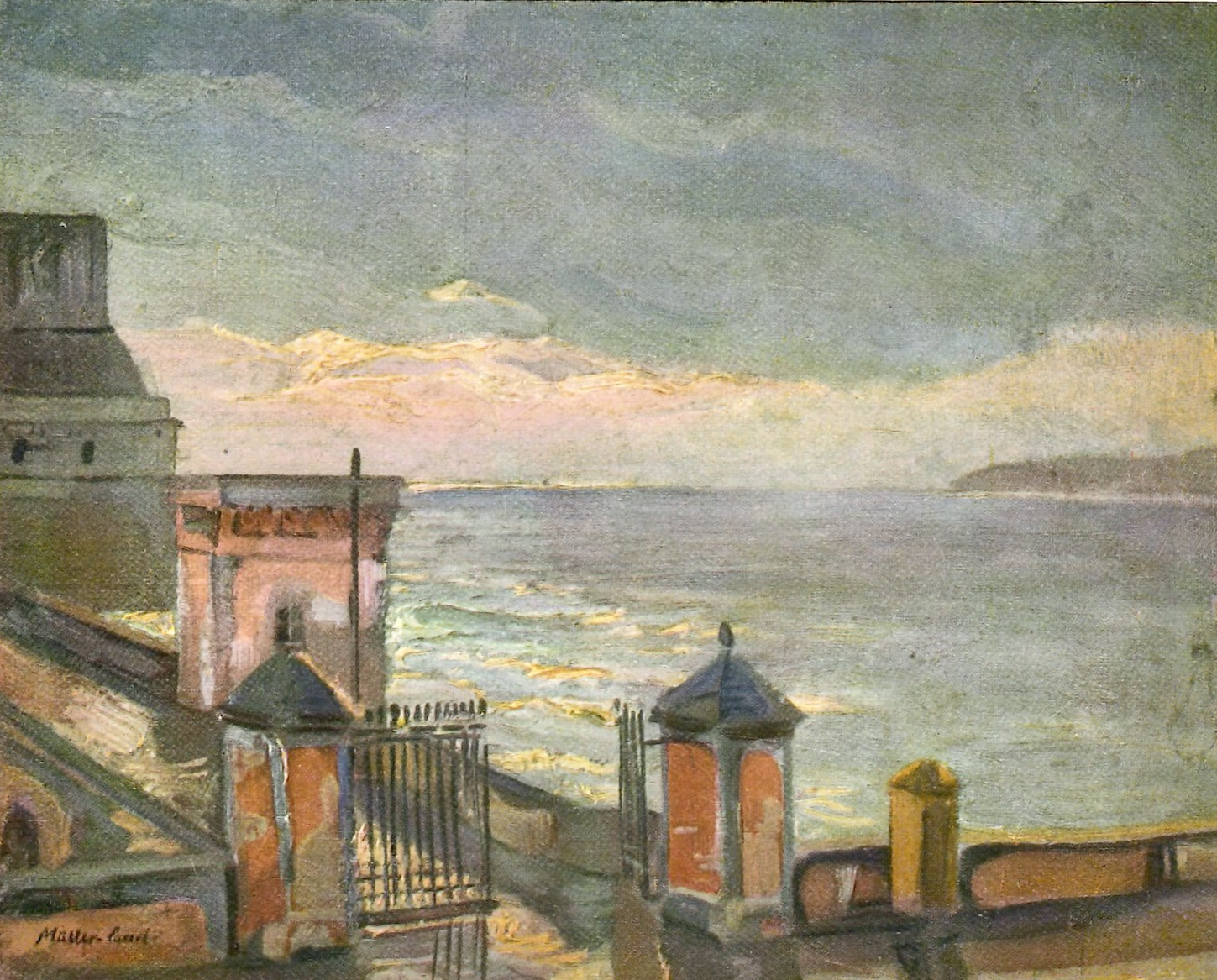
Castel dell’Ovo am Golf von Neapel, Öl auf Leinwand, um 1890

Adolf Leonhard Müller-Cassel (* 2. August 1864 in Kassel; † 29. November 1942 ebenda) war ein deutscher Maler.

## Leben
Als Sohn eines Kasseler Juristen geboren, war er zugleich Enkel des kurhessischen Baurats Leonhard Müller und Neffe des Malers und Akademieprofessors Friedrich Müller. Von 1883 bis 1886 war er Student der Kasseler Kunstakademie und Meisterschüler von Louis Kolitz. Ab 1886 studierte er an der Kunstakademie Düsseldorf, dort im Umkreis des ebenfalls aus Kassel stammenden Andreas Achenbach. Vermutlich durch die Hochzeit mit einer Tochter des Industriellen Heinrich Erhardt finanziell unabhängig geworden, siedelte er nach Berlin über und betrieb dort ein Unterrichtsatelier. Nach dem Ersten Weltkrieg zog er zurück in seine Heimatstadt, in der er 78-jährig starb.

## Künstlerisches Wirken
Der größte Teil von Müller-Cassels Werk beschränkt sich auf Landschaftsmalerei, daneben sind einige Porträts überliefert. Hessische Landschaften sowie die thüringische Heimat seiner Gattin dominieren quantitativ das überkommene Œuvre. Bedingt durch Aufenthalte in Rom 1888/89 und 1891/92, bei denen er im Deutschen Künstlerverein verkehrte, entstanden auch italienische Landschaften. Stadtansichten sind aus Berlin, Paris und Brüssel bekannt. Wenig berührt von modernen Entwicklungen, scheinen seine von Zeitgenossen als „idyllisch“ bezeichneten Bilder bei konservativen Käufern Zuspruch gefunden zu haben. Zwei Gemälde kaufte Kaiser Wilhelm II. an, eines Herzog Carl Eduard von Sachsen-Coburg und Gotha, der ihn mit der 1907 gestifteten Goldenen Verdienstmedaille für Kunst und Wissenschaft auszeichnete.

## Werke
- Vor dem Dörfchen, vor 1905, Staatliche Museen zu Berlin[4]
- Markttag am Wittenbergplatz in Berlin, Art Museum of Toronto
- Selbstbildnis, um 1930, Städtische Kunstsammlung Kassel, Neue Galerie[5]